# Magda al-Sabahi
Pour les articles homonymes, voir Magda.
Magda al-Sabahi (née le 6 mai 1931 au Egypte et morte le 16 janvier 2020), ou simplement Magda, est une actrice du cinéma égyptien notable pour ses rôles entre 1949 et 1969.

## Biographie
Née au Caire le 6 mai 1931, de son vrai nom Afaf Ali, ou Afaf al-Sabahi, Magda al-Sabahi a été l'une des étoiles les plus importantes du cinéma égyptien, tenant le rôle principal dans une soixantaine de films et faisant connaître son nom dans le monde avant qu'elle ne le change pour celui de Magda.
En 1956, « Magda » fonde sa propre société de production cinématographique. En 1958, elle tient le rôle principal du film de Youssef Chahine, Jamila al Jaza'iriya (Djamila l'Algérienne).
En 1963, elle a épousé l'officier du renseignement et acteur, Ihab Nafea, avec qui elle a eu sa fille unique, Ghada, en 1965. 
En 1995, Magda a été élue présidente de la Egyptian Women in Film Association.
Elle est décédée le 16 janvier 2020 à l'âge de 88 ans.

## Filmographie
- El Naseh (1949)
- Hegret El Rasoul
- Ayna Omry (1957)
- Djamila l'Algérienne (1958)
- El Ragol alazi faqad Zilloh (1968)
- EL Omr Lahza (1978)

Elle a remporté des distinctions aux festivals de Damas, de Venise et de Berlin[réf. nécessaire].